# Volo BOAC 911
ll volo BOAC 911 era un volo di linea della BOAC tra l'Aeroporto di Londra-Heathrow e l'Aeroporto di Hong Kong Kai Tak con scali intermedi all'aeroporto Internazionale di Montréal-Pierre Elliott Trudeau, aeroporto Internazionale di San Francisco, aeroporto Internazionale di Honolulu, aeroporto di Fukuoka e all'aeroporto Internazionale di Tokyo.
Il 5 marzo 1966 il velivolo che operava il volo, un Boeing 707, subì un cedimento strutturale causato da una violentissima turbolenza, dopo essere decollato da Tokyo, nei pressi del Fuji.

## L'aereo
Il velivolo coinvolto nell'incidente era un Boeing 707-436 con numero di registrazione G-APFE e L/N 113 motorizzato da quattro Rolls-Royce Conway 508. Effettuò il primo volo il 4 gennaio 1960. Al momento dell'incidente aveva accumulato 19.523 ore di volo e 6.744 atterraggi.

## L'incidente
Il volo BOAC 911 sarebbe dovuto arrivare all'aeroporto di Tokyo alle 16:45 del 4 marzo ma a causa delle cattive condizioni meteo e dal fatto che il radar di precisione per l'avvicinamento era fuori uso dirottò a Fukuoka dove arrivò alle 18:00. Il giorno seguente alle 11:25 il Boeing decollò alla volta di Tokyo seguendo le regole del volo strumentale e mantenendo una quota di crociera di 29.000 piedi. L'aereo atterrò a Tokyo senza che fosse registrata alcuna anomalia. Alle 13:58 il Boeing decollò regolarmente con destinazione l'aeroporto di Hong Kong.
L'ultima conversazione radio con la torre di controllo di Tokyo fu registrata alle 14:00

## Le indagini
Per accertare le cause dell'incidente venne nominata una commissione di inchiesta. Gli investigatori rinvennero tra i rottami dell'aereo una super 8 millimetri girata da un passeggero del volo e contenente la registrazione del volo dal decollo fino allo schianto: l'aereo sorvolò la città di Gotemba a circa 4900 metri di altitudine e a una velocità compresa tra i 320 e i 370 nodi; immediatamente dopo vengono saltati due frame seguiti da riprese confuse dell'interno del velivolo. Poco dopo la registrazione finisce.
L'analisi dei detriti risultò compatibile con una disintegrazione della struttura dell'aereo quando esso si trovava ancora in volo. I danni subiti dal registratore dei dati di volo non permisero alla commissione di ottenere alcuna informazione dal dispositivo.
La conclusione a cui giunsero gli investigatori fu che il Boeing 707 incontrò subito dopo il decollo una violentissima turbolenza in un cielo perfettamente sereno che fece superare i limiti strutturali del velivolo.
I frame mancanti nel filmato del passeggero sarebbero infatti causati da una violenta accelerazione nell'ordine dei 7.5 g (secondo i test effettuati in laboratorio). Gli esami autoptici dei passeggeri rivelarono che la causa della morte fu una violenta decelerazione dell'aereo in volo. La teoria è confermata dal fatto che una considerevole quantità di combustibile si spostò dal serbatoio centrale a quello anteriore.

## Conseguenze
Tra le vittime dell'incidente si contarono ben 75 americani venditori della Thermo King, una ditta di Minneapolis specializzata nella produzione di sistemi di raffreddamento, che stavano effettuando un viaggio di due settimane in Giappone e Sud-est asiatico pagato dall'azienda. Nei 75 dipendenti vi erano 26 coppie che lasciarono orfani un totale di 63 bambini.
L'incidente del volo 911 è uno dei quattro incidenti che hanno coinvolto voli di linea in Giappone nel 1966. Questo generò un clima di sfiducia tra i passeggeri e sia la Japan Airlines che la All Nippon Airways dovettero cancellare alcuni voli interni a causa della riduzione della domanda.
Alcuni passeggeri cancellarono il biglietto del volo 911 poco prima di partire. Tra questi c'erano diversi esponenti della troupe della serie James Bond come Albert Broccoli, Harry Saltzman, Ken Adam, Lewis Gilbert e Freddie Young che si trovavano in Giappone per trovare la location dove girare il film Agente 007 - Si vive solo due volte. All'ultimo momento infatti decisero di assistere ad una dimostrazione ninja.